# 天紀九
武仙座θ，又名BD+37 2982，HD 163770、SAO 66485、HR 6695，是武仙座的一颗恒星，视星等为3.86，位于銀經63.26，銀緯26.42，其B1900.0坐标为赤經17h 52m 49.3s，赤緯+37° 26.42′ 49″。